# Promachus magnus
Promachus magnus är en tvåvingeart som beskrevs av Luigi Bellardi 1861. Promachus magnus ingår i släktet Promachus och familjen rovflugor. Inga underarter finns listade i Catalogue of Life.